# Catedral de Sant Ponç de Tomièiras
L'antiga abadia de Sant Ponç de Tomeres estava situada en una vall a la part baixa del Llenguadoc, al nord-oest de Narbona, envoltat de muntanyes i travessat el riu Jaur. Es troba al municipi francès de Sant Ponç de Tomièiras (Erau, Llenguadoc-Rosselló).
Més endavant hom li va atorgar la categoria de catedral i ara és l'església parroquial de la població.

## Història

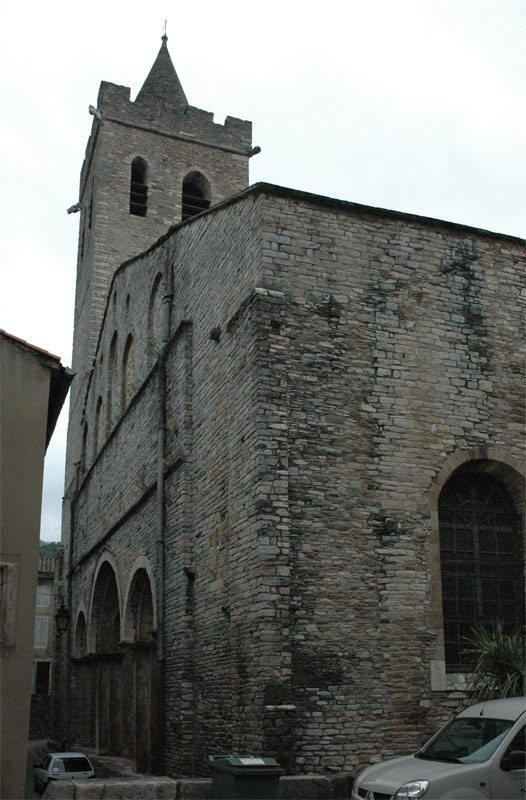
Antiga façana de l'església

Aquesta abadia benedictina es va fundar el 936 per voluntat del comte Ramon III de Tolosa i la seva esposa Garsenda. Al lloc on es va aixecar l'abadia ja hi havia un centre de culte dedicat a sant Martí de Tours, però el nou monestir es va posar sota l'advocació de sant Ponç de Cimiez, martiritzat a Cimiez (Niça) el 257, les relíquies del qual es van portar a aquest lloc en 937. En aquesta fundació hi van participar monjos vinguts de l'abadia de Sant Guerau d'Orlhac (Alvèrnia).
L'abadia va anar aconseguint una gran importància i la seva influència fou considerable. Sobretot a partir del 1061, sota la direcció de l'abat Frotard; en aquesta època va reunir sota la seva direcció altres monestirs, sobretot a la zona catalana: Sant Martí de Les (a partir de 1070), Sant Benet de Bages (1074), Sant Cugat del Vallès (1089), Sant Pere de Rodes…
Aquesta època d'esplendor va ajudar que es pogués refer l'església primitiva que s'havia quedat petita, aquesta nova construcció fou inaugurada pel papa Urbà II el 1096, quan encara no era acabada. Aquesta església fou renovada de nou a conseqüència de la seva destrucció el 1170 deguda a Roger Trencavell, que va sotmetre l'abadia a pillatge, i sembla que va afectar tant a l'església com les altres dependències monàstiques.
Una butlla papal de Joan XXII, del 1318, va fer que Sant Ponç esdevingués seu episcopal, l'abat Pere Roger va passar a ser el primer bisbe de la diòcesi. A finals del segle xv hom treballa en la construcció d'una nova capçalera de l'església, però el 1567 el lloc és atacat pels protestants que tornen a deixar els edificis en ruïnes. Les obres de reconstrucció es van seguir en els decennis següents. En aquests treballs es va capgirar l'orientació de l'església (1716), el cor es va desplaçar a la nau i al lloc de la capçalera enrunada es va aixecar la nova façana, el mobiliari interior es va refer a la mateixa època (segle xviii).
El 1790 va perdre la condició de catedral i els edificis annexos també van desaparèixer. Es va restaurar entre el 1839 i 1841.

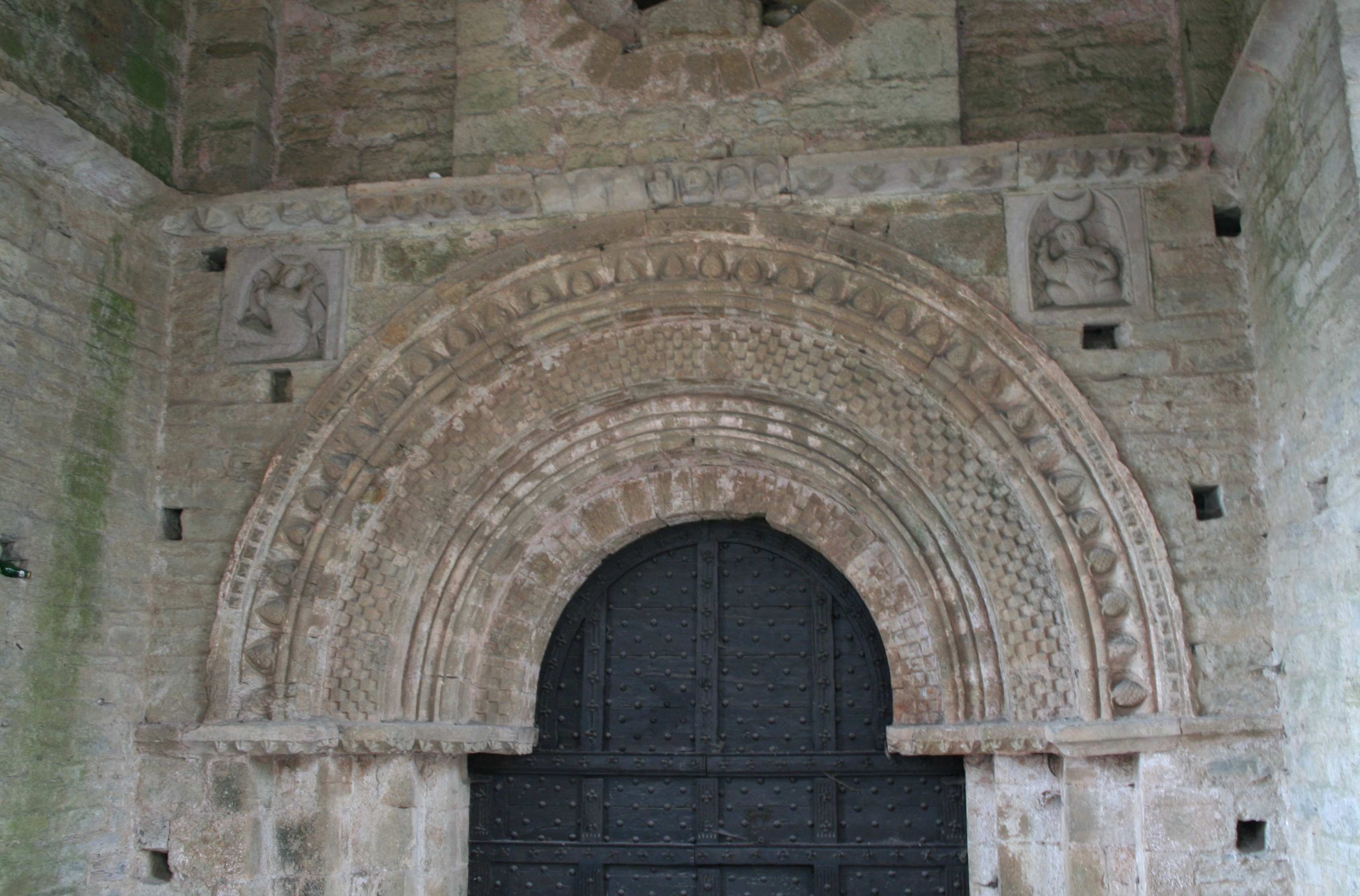
La Porta dels Morts
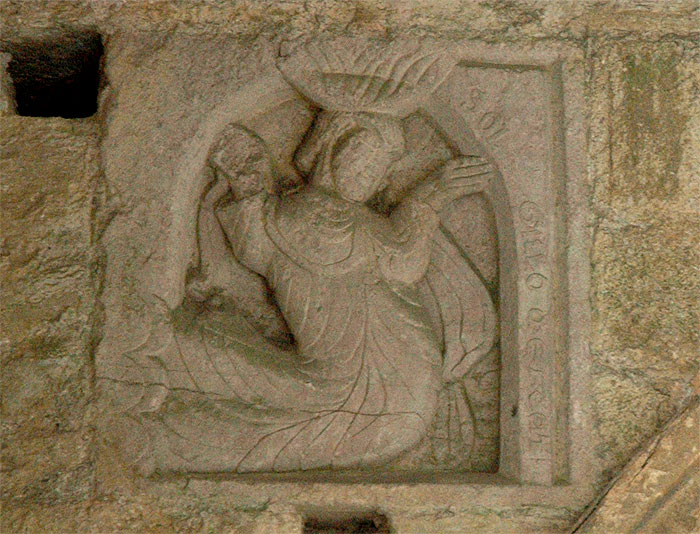
Porta dels Morts. Relleu del Sol
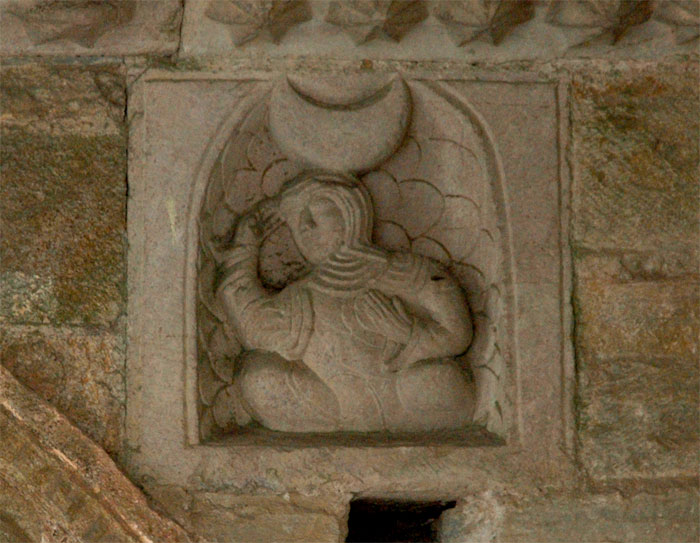
Porta dels Morts. Relleu de la Lluna
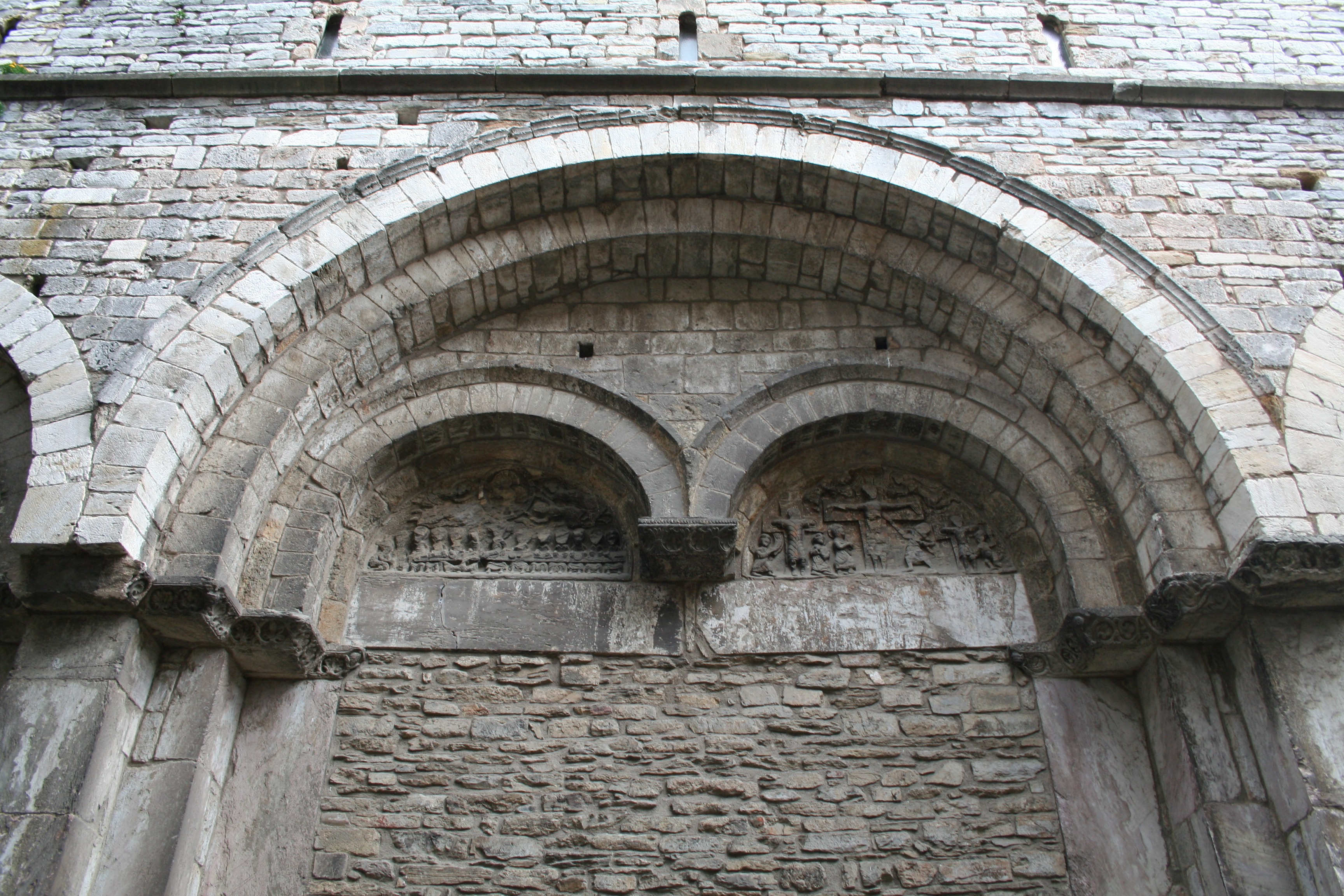
Restes de la portada antiga, ara tapiada

## Els edificis
L'església es conserva amb les modificacions que es van anar fent en el decurs del temps, però el gruix de la construcció (una església de nau única) és del segle xii. A la façana occidental es conserva un portal (la Porta dels Morts, denominada així perquè comunicava amb el cementiri) romànic decorat amb arquivoltes i la representació del Sol i de la Lluna. A l'antiga façana, es conserven dos timpans en mal estat, corresponents a l'antiga portada ara tapiada, amb la representació del Sant sopar i de l'Ascensió per una banda i de la Crucifixió per l'altra.
No queda cap rastre del claustre romànic, que es va perdre en el saqueig dels protestants, tot i que molts capitells es conserven dispersos en diverses col·leccions, especialment al Museu del Louvre i al Museu dels Agustins de Tolosa de Llenguadoc.

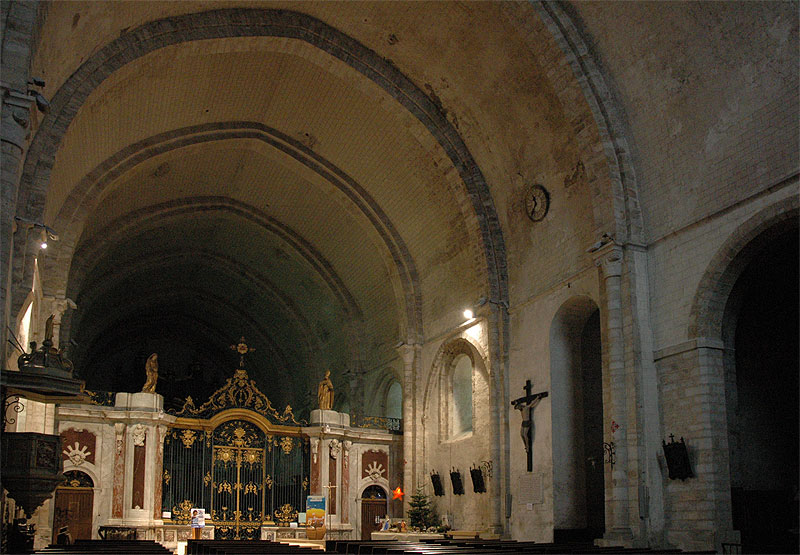
Interior de l'església
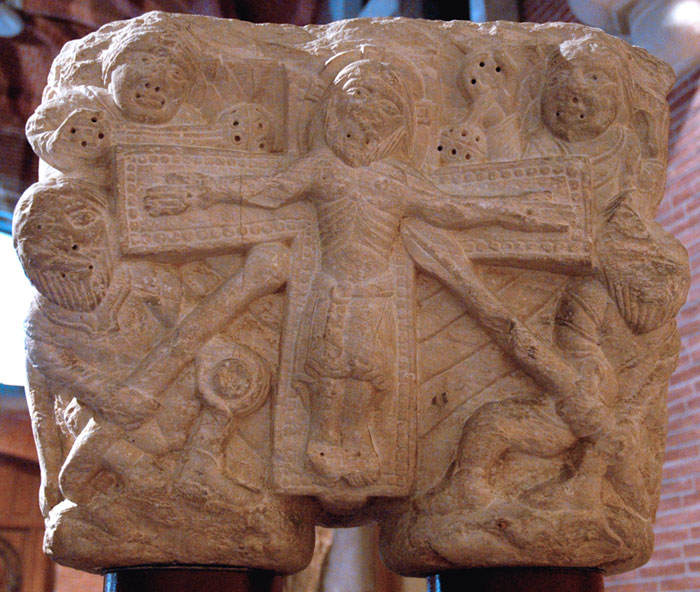
Crucifixió. Capitell del claustre al Museu dels Agustins de Tolosa de Llenguadoc
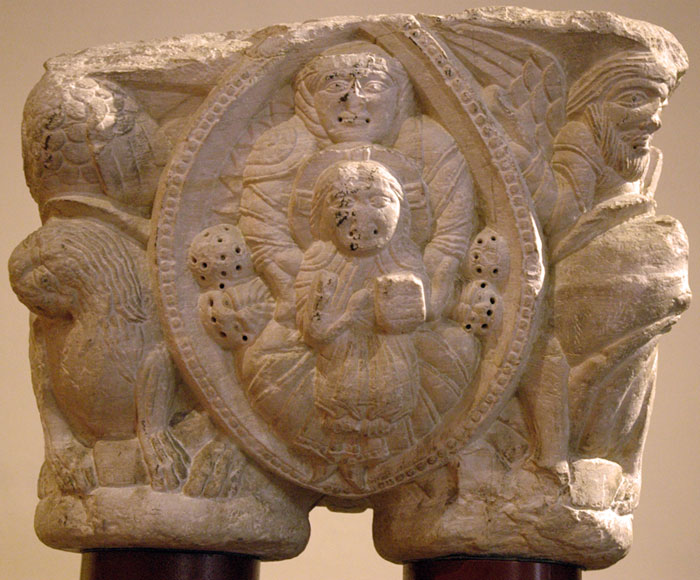
Mare de Déu. Revers del capitell del Museu dels Agustins de Tolosa de Llenguadoc